# 扎格列布利亞 (馬林區)
50°48′3″N 28°58′28″E / 50.80083°N 28.97444°E
扎格列布利亞（烏克蘭語：Загребля），是烏克蘭北部的村莊，隸屬日托米爾州的科羅斯滕區。該村始建於1939年，面積0.69平方公里，海拔高度157米，2001年人口117，人口密度每平方公里169.32人。